# Fabiano (football, 1975)
Pour les articles homonymes, voir Fabiano.
Fabiano Cézar Viegas, plus communément appelé Fabiano, est un footballeur brésilien né le 4 août 1975.